# 35e législature de la Chambre des représentants de Belgique
La 35e législature de la Chambre des représentants de Belgique a commencé le 20 juin 1950, et s'est achevée le 12 mars 1954. Elle fait suite aux élections législatives du 4 juin 1950. Elle englobe les gouvernements Duvieusart, Pholien et Van Houtte.
Cette législature comptait 212 membres.

## Bureau
- Frans Van Cauwelaert, président
- François Van Belle, 1er vice-président
- Louis Joris, 2e vice-président
- Vice-présidents :
  - Henri Heyman
  - Fernand Brunfaut
  - Marcel Philippart
- Secrétaires :
  - Edgard Maes
  - Gaston Juste
  - Charles Heser
  - Jozef Vercauteren
  - Joseph Ob...n (député de Soignies)
  - Alfred Bertrand
- Questeurs :
  - Jules Hoen
  - Joseph Chalmet
  - Jean Merget
  - Hendrik Marek
  - Fernand Masquelier
  - Jan Van den Eynde